# 加藤健治
加藤 健治（かとう けんじ、1966年7月7日 - ）は、神奈川県横浜市出身のドラム奏者。
現在米国カリフォルニア州のRedding在住。
愛称はカトケン。血液型はB型。

## 来歴
1971年 - 音楽教師の母親に電子オルガンを習い始める。5歳。同年、新潟県長岡市へ移住。
1979年 - ソニー・クラークの影響を受け、独学でジャズ・ピアノを始める。13歳
1980年 - スティーブ・ガッドの影響を受け、ドラムに転向。
1985年 - ヤマハ音楽院のオーディションに合格、ドラムを市原康、小津昌彦、今泉正義に師事。同時に音楽理論等も学ぶ。
1986年 - バークリー音楽大学のクリニックを受け、奨学金を得たのち、ゲイリー・バートンの推薦で同大学に留学。
1988年 - 菊田俊介（ギター）、サム・プーパー（ボーカル、ギター）、鹿島達彦（ベース）らと日本全国ツアーを敢行。
1989年 - 同大学を卒業し（バークリー音楽大学#卒業生・日本）、帰国。様々なミュージシャンと共演する傍ら、国立音楽院の講師を務める。
1991年 - 国立音楽院の総合芸術科主任講師に就任。音楽教育にも力を入れる。
1996年 - ニューヨークに移住。主にジャズ、ゴスペルの分野で様々なアーチストと共演。
2005年 - 演奏活動の傍ら、Tappan Music & Art Center にてドラム科、アンサンブル科講師を務める。また、ニューヨーク各地にてドラム・セミナーを開催。
2008年 - カリフォルニア州Reddingへ移住。ジャンルを越えて、ライブ、レコーディング、
ドラム・インストラクター等で活動中。
2014年 - 東洋人としては初めて、マール・ハガードのレコーディングに参加。